# Setge de Lleida (1707)
El Setge de Lleida fou un dels episodis de la Guerra de Successió Espanyola ocorreguda el 12 d'octubre de 1707.

## Antecedents
Preveient la mort de Carles II de Castella sense descendència, les principals potències europees van proposar un príncep elector de Baviera, amb el consegüent repartiment de possessions entre aquestes potències. Però aquest mor, i Carles II en el darrer testament abans de morir proposa Felip d'Anjou. Felip entra a Barcelona el 2 d'octubre i les Corts finalment es taquen el 14 de gener de 1702 amb el jurament de les constitucions catalanes pel Rei.
Gibraltar pres per les forces angloholandeses de la Gran Aliança a l'agost de 1705, l'arxiduc s'embarca des de Lisboa en direcció a la Mediterrània. i esperonats constantment pel príncep Jordi de Darmstadt, escamots armats barren el pas als borbònics a la plana de Vic i en la Batalla de Montjuïc capturen la fortalesa, que seria fortificada i usada per bombardejar la ciutat de Barcelona, que envoltada de les tropes aliades de Lord Peterborough va capitular el 9 d'octubre de 1705, de manera que el 22 d'octubre entra a Barcelona l'Arxiduc Carles, que el 7 de novembre de 1705 jura les constitucions catalanes, nomenat Carles III. Lord Peterborough avança cap a València i a finals d'any, l'arxiduc ja controla la major part de Catalunya i el Regne de València
Entretant, els borbons es reorganitzen i el seu exèrcit avança des de Lleida, Girona i pel mar en direcció a Barcelona. Felip V havia perdut els territoris de les Províncies Unides, Milà i el Regne de Nàpols. Tot i això, els filipistes rebien reforços castellans i les tropes comandades pel Duc de Berwick, i forcen a l'exèrcit austriacista a abandonar Madrid i refugiar-se al País Valencià. L'exèrcit aliat es va retirant fustigat per l'exèrcit borbònic, i finalment decideixen plantar cara i formen davant d'Almansa, on són derrotats. Les tropes borbòniques del Duc de Berwick avancen pel País Valencià i les de Felip III d'Orleans, l'Aragó, convergint els 40.000 homes a Candasnos i avancen cap a Catalunya, en direcció a Lleida i Balaguer.

## Setge
L'inici de la campanya militar per a la presa de Catalunya va començar amb la presa de Balaguer i l'apoderament dels pobles i viles de les rodalies de Lleida. Per la seva banda, l'exèrcit aliat no va poder fer front a les tropes borbòniques per la recent desfeta de la batalla d'Almansa.
El setge de la ciutat es va iniciar el dia 9 de setembre, amb el posicionament d'un exèrcit constituït per més de trenta mil homes mentre que la guarnició de Lleida la formaven dos mil cinc-cents homes entre anglesos i holandesos, comandats per Enric de Hessen-Darmstadt. Entre l'11 i el 12 de setembre l'avançada de l'exèrcit filipista pren les primeres posicions al Puig Bordell, Pardinyes i Vilanoveta, i deu dies després arriba el gruix de les tropes de Felip III d'Orleans, i les seves bases de comandament i aprovisionament s'estableixen a Balaguer i Fraga. El setge, que va tenir una durada de dos mesos, es va intensificar amb l'arribada dels canons del duc de Berwick a mitjan d'octubre, que van bombardejar les muralles de la ciutat obrint-hi bretxes que permetrien l'assalt de la ciutat al dia 12 d'octubre.
La nit del 12 s'inicia l'atac contra els baluards del Carme i Magdalena. Després de quatre hores, la guarnició és derrotada. Mentre el gruix de la població civil i la guarnició es va refugiar al castell, en edificis religiosos o temples, al matí del dia 13, la ciutat va ser saquejada, s'hi van cremar cases i s'hi van dur a terme grans crims, com és el cas de la matança esdevinguda aquell mateix dia 13 al convent del Roser, de l'ordre dels Predicadors, on es van arribar a assassinar unes set-centes persones.
Una vegada sotmesa la ciutat es van iniciar les tasques d'assalt contra el Castell del Rei, que va resistir fins a l'11 de novembre. Finalment es va capitular sobretot a causa de la manca d'aigua i d'una virulenta epidèmia de disenteria que va causar més de 1200 morts, a més de la negativa dels aliats anglesos a continuar lluitant.

## Conseqüències
El triomf borbònic significà per a Lleida l'abolició el 1717 de l'estudi general i la desaparició del règim foral de la paeria el 1719. Es va tancar la Seu Vella, que fou ocupada per les tropes i usada com a ciutadella militar.
La presa de Lleida va suposar per als borbònics la possessió de la part occidental de Catalunya i de les planes agrícoles imprescindibles per la logística de l'exèrcit que més tard atacaria Barcelona. Els filipistes van esperar l'ocupació de Lleida per començar el 2 de novembre el setge de Morella, i quasi simultàniament el setge d'Ares i finalment Tortosa, amb la finalitat d'aïllar Catalunya del País Valencià.

## Massacre al Roser
L'antic Convent del Roser fou iniciat l'any 1669. És una important mostra barroca del pas del S.XVII al XVIII que destaca pel seu claustre i també per la font del Roser adossada a l'exterior de l'edifici. L'any 1707 les tropes de Felip V hi van calar foc i van executar una multitud de lleidatans que s'hi havien refugiat. En l'actualitat part de l'espai serà reformat per convertir-lo en un hotel de la cadena Paradores Nacionales, un moviment que ha generat la crítica d'alguns grups polítics i socials que defensen que l'edifici ha de continuar essent d'ús públic. L'Ajuntament, al seu torn, assegura que l'establiment hoteler no és incompatible amb l'existència d'un espai commemoració.